# Qingshuijiang
Qingshuijiang (kinesiska: 清水江, 清水江乡) är en socken i Kina. Den ligger i provinsen Hunan, i den södra delen av landet, omkring 99 kilometer sydost om provinshuvudstaden Changsha. Antalet invånare är 21668. Befolkningen består av 10 622 kvinnor och 11 046 män. Barn under 15 år utgör 0,00 %, vuxna 15-64 år 73 %, och äldre över 65 år 9,0 %.
Genomsnittlig årsnederbörd är 2 038 millimeter. Den regnigaste månaden är maj, med i genomsnitt 302 mm nederbörd, och den torraste är oktober, med 33 mm nederbörd.